# Gyponana bernardina
Gyponana bernardina är en insektsart som beskrevs av Delong 1984. Gyponana bernardina ingår i släktet Gyponana och familjen dvärgstritar. Inga underarter finns listade i Catalogue of Life.